# Cayaponia ophthalmica
Cayaponia ophthalmica là một loài thực vật có hoa trong họ Cucurbitaceae. Loài này được R.E.Schult. mô tả khoa học đầu tiên năm 1964.